# Pere VI del Congo
Pedro VI Mvemba a Vuzi ou Elelo va ser awenekongo (governant titular) del regne del Congo del 1859 al 1891. Fou l'últim sobirà efectiu del regne. També conegut com a Pedro Elelo o Lefula, marquès de Katende, era un dels fills de Dona Isabella, germana del rei Enric III del Congo. Es va oposar al seu cosí i predecessor Álvaro Ndongo, fill d'una altra germana d'Enric III, quan ascendí al tron en 1857. Gràcies a la intervenció de les tropes portugueses pogué emparar-se del tro, amb el nom de "Pere V", ja que no reconeixia al rei anterior i el considerava un usurpador, o bé en honor del rei Pere V de Portugal. En febrer de 1860 va fer assassinar a Kissembo el príncep Nicolas de Agua Rosada, fill d'Enric III del Congo que protestava contra la seva submissió.
La situació de Pedro VI Elelo mai va ser segura perquè temia les altres faccions reials com la del Kivuzi. A la mort d'Álvaro XIII del clan Kimpangu a Nkango, el seu germà o nebot Rafael (II) va continuar reclamant els drets del seu kanda des del territori controlat de Nkunga. De la mateixa manera, el successor d'André II de la facció Kitumba Mbemba, Dom Garcia Mbumba, va defensar els drets del seu llinatge des de la seva base a Mbanza a Mputo.
En aquest context, Pere VI va renovar la seva aliança amb Portugal el 1883 i, després de cancel·lar el tractat concedit a l'Estat Independent del Congo el mateix any, va acceptar el 1888 signar un tractat de vassallatge amb Portugal que confirmava el seu jurament d'adscripció l'any 1860, però que obria la porta a la colonització del país.
Durant el seu llarg regnat la monarquia del regne del Congo va perdre els seus últims vestigis d'autoritat i independència. Malgrat la forta resistència local, la regió del Congo es va incorporar progressivament a Angola i en part a l'Estat Independent del Congo, l'actual República Democràtica del Congo.
Va morir d'apoplexia el 14 de febrer de 1891 i va ser enterrat el setembre següent. El tron fou adjudicat al seu nebot Àlvar XIV del Congo.